# Indi Home
Indi Home (樂悠居)  est un gratte-ciel de 213 mètres de hauteur situé à Hong Kong en Chine. Il a été construit de 2003 à 2006. Il est situé dans le quartier Tsuen Wan dans les nouveaux territoires.
Il abrite 960 logements pour une surface de plancher de 54 000 m².
L'architecte est l'agence Kwong Sang Hong Limited